# Јерун Крабе
Јерун Арт Крабе (хол. Jeroen Aart Krabbé; Амстердам, 5. децембар 1944), холандски је позоришни, филмски и ТВ глумац.
Најпознатији по филмовима Без милости (1986), Дах смрти (1987), Бегунац (1993) и Играј своју игру 2 (2004). Познат је и по улогама у филмовима Пола Верховена Борба на живот и смрт (1977), Четврти човек (1983), као и у Егзекутор (1989), Принц плиме (1991), Бесмртно вољена (1994) и Транспортер 3 (2008).